# 斯洛博丹·库兹曼诺夫斯基
斯洛博丹·库兹曼诺夫斯基（羅馬化：Slobodan Kuzmanovski，1962年6月11日—），塞尔维亚男子手球运动员。他曾代表南斯拉夫参加1984年和1988年夏季奥林匹克运动会手球比赛，获得一枚金牌和一枚铜牌。